# Hospital de la Caridad (Córdoba)
El antiguo Hospital de la Santa Caridad de Nuestro Señor Jesucristo está situado en el barrio de San Francisco-Ribera de la ciudad de Córdoba (España). Fue fundado por la Hermandad de la Santa Caridad de Nuestro Señor Jesucristo en el siglo XV. Hoy es el Museo de Bellas Artes de Córdoba, situado en la plaza del Potro.

## Historia
El Hospital de la Caridad u Hospital de la Caridad de Nuestro Señor Jesucristo, homónimo a la propia Hermandad que mandó su construcción, estaba destinado a la curación de enfermos, y a la ayuda y recogida de los carentes de recursos. Los expertos han discutido la fecha de creación de la Hermandad situándola entre las décadas de 1440 y 1460. La fecha que sí se conoce es la de la promulga de fundación del hospital con el Decreto del 14 de febrero de 1493. Desde un comienzo contó la Hermandad con un gran apoyo regio, desde los Reyes Católicos a Carlos I y su madre Juana I. Todo esto apoyó, más la presencia de grandes nobles de la provincia, a una valorización social y económica importante. Así, a mediados del siglo XVI ya se encontraba la institución asentada y con gran actividad continuada hasta el siglo XIX.
La construcción del primitivo edificio se iniciaría antes de 1493 (ya que el 24 de agosto de ese año, ya se da la primera misa) y después de 1481 (fecha en la que se relaciona con la donación de una casa). Junto a este estaría también la construcción de la Capilla Mayor (iglesia) que estaría en proceso de construcción en 1509. Esta se erigió sobre unas casas que fueron otorgadas a la Hermandad por parte del Convento de la Trinidad de Córdoba que poseía en la plaza del Potro.
Por último, en 1562, se amplía el edificio hacia el este con la adquisición de otras propiedades colindantes. Con esta anexión del nuevo cuerpo se unificó el conjunto del edificio y se finalizó la construcción de la iglesia con el pórtico exterior. Con esto, el edificio quedó configurado en dos cuerpos de planta rectangular unidos por uno de sus extremos creando un ángulo de 90°. La anexión de los nuevos espacios fue destinada a ampliar las enfermerías altas y bajas. Ambas enfermerías se conectaría por la escalera actual del Museo de Bellas Artes.
De las primeras intervenciones, aún como hospital, es durante la segunda mitad del siglo XVIII, con la ampliación del recinto mediante adquisición de un local colindante, donde se construiría de nueva planta la zona derecha de la actual cabecera del templo. Esta forma parte de la planta de lo que es hoy el Museo de Julio Romero de Torres.
Con la llegada de la Guerra de Independencia en 1810 el edificio se vería convertido en hospital de sangre para socorrer a los heridos, aún bajo la Hermandad. Con la Desamortización de Mendizábal en el año 1835, este fue desamortizado en 1837, cuando se fusiona con el Hospital del Cardenal Salazar y la Hermandad pasa a la parroquia de San Francisco. 

### Desamortización y nuevos usos
Desde 1842, y durante diez años, se instalarían en él oficinas de la junta de beneficencia municipal; y, posteriormente, el edificio tendría varios usos, por ejemplo, casa de vecinos, hasta que en 1862 es concedido por la Diputación Provincial de Córdoba a la Comisión de Monumentos con el propósito de ser instalados la Real Academia, así como la Biblioteca Provincial (después trasladado a otro edificio en 1881), la Escuela Provincial de Bellas Artes hasta 1898, el Conservatorio Provincial de Música hasta 1922, el Museo Provincial de Bellas Artes y, el Museo Arqueológico Provincial hasta 1916.
De las obras encargadas a Ricardo Velázquez Bosco en el exterior del edificio, encontramos también una reforma en el interior. Su trabajo fue el acondicionamiento de la superficie que estuvo dedicado a la Escuela de Música. La mejora de este espacio estaba dedicada a la muestra de las obras del cordobés Ángel Avilés.
Con Francisco Javier de Luque, en 1926, se va acondicionar una sala dedicada al dibujo y estampas, distintos espacios anejos a la vivienda del conservador, con una serie de nuevas dependencias dedicadas a la función administrativa del Museo, gracias a la adquisición de una casa contigua por la zona de la calle Armas. Entre 1927 y 1931 continúa la labor de saneamiento de pavimentos y dotará al patio principal de un empedrado y nuevos parterres. Esta fase de obras termina en 1936 con la dedicación de un museo a Julio Romero de Torres en el pabellón antes ocupado por la Academia.
Con Rafael de la Hoz Saldaña en 1934 y durante la década de 1940 realizaría diversos proyectos, como la sustitución de viejas armaduras de madera por cerchas metálicas o la restauración del arco toral de la iglesia. Su actuación más importante es la del condicionamiento de cuatro nuevas salas tras la adquisición de otra casa por la zona recayente en la calle Armas.
En el año 1981 el Ministerio de Cultura encarga a Alfredo Pérez de Armiñán un proyecto para proceder al saneamiento general de la estructura del edificio, la instalación de servicios de luz eléctrica, agua y sistemas generales de seguridad, de lo que carecía hasta entonces. En el 1986 Arturo Ramírez Laguna proyectó en la parte levantada por La Hoz un acondicionamiento de cubiertas, un nuevo almacén y un taller de restauraciones en la planta alta. En el año 2003 y según el proyecto de Manuel Pedregosa Cruz, se habilita, en la entrada de acceso desde la plaza del Potro, un espacio dedicado a recepción de visitantes, tienda y vestuario para el personal de vigilancia.

## Iglesia
Su construcción, como ya se ha dicho, estaría en torno a 1509. Su tipología responde a una planta de una sola nave con el presbiterio resaltado por un arco toral. Este, además, presentaría una altura mayor que el resto. Su acceso se realizaría desde los pies de la iglesia y de manera lateral.
Su aspecto ha cambiado con respecto al actual, teniendo una techumbre distinta. Posiblemente, siguiendo los modelos coetáneos que se conservan, estaría cubierto por bóvedas nervadas de tracería gótica. La actual cúpula del presbiterio también sería de tracería. La configuración actual posiblemente proviene de los siglos XVII y XVIII, como ocurrió en otros edificios de la ciudad.

Contamos con una descripción del interior, hecha por Ramírez de Arellano en sus Paseos por Córdoba (1873). Describe que en el altar mayor se situaba un retablo de madera, del que se conservan la imagen del titular de la Cofradía (el Señor de la Caridad) y los dos cuadros que lo flaqueaban con la representación de San Pedro y San Pablo, de la mano de Antonio del Castillo. Estos se encuentran en el Museo. Además del retablo, Arellano también se fija en el arco toral, en la cripta y en una pila de agua bendita. El primero de estos presenta tallado el escudo de la reina Juana I, finalizado en 1570. Bajo este, se encuentra una lápida que da acceso a una cripta con una cruz pintada. Iba a estar destinada al enterramiento de los “señores” del Hospital, según cuenta la lápida:
“ESTA BOVEDA ES PROPIEDAD DE LA M(uy) Y(lustre) HERMANDAD DE LA CARIDAD QUES SIRVE EN ESTE R(eal). HOSPITAL PARA ENTER(r)AMIENTO DE LOS SEÑORES QUE LO COMPONEN. AÑO DE 1832”
Con la intervención en la década de 1990, durante su limpieza, se encontró una pequeña pila. Esta se encuentra realizada en piedra caliza y tallada completamente con motivos vegetales.

## Fachada
La fachada del antiguo Hospital corresponde a la de la iglesia del mismo, la cual ha perdido su función original quedando como testimonio. Recordando que la construcción de la iglesia se sitúa entre 1493 y 1562. Para la construcción de la fachada y portada interior, podemos establecer dos fases: la primera, del 1493 a 1509, y, la segunda, en 1562.

### Primera fase: 1493-1509
La primera fase la podemos vincular estilísticamente al gótico tardío. Se localiza en la portada interior conformado por dos vanos, el de la puerta de entrada y otro paralelo rectangular rematado por arco de medio punto. En la portada correspondiente a la entrada de la iglesia se sitúa la mayor decoración del conjunto. Aquí, en el tímpano del arco de medio punto se sitúa, en el centro, la figura de un Cristo crucificado, al que le acompañarían dos figuras, hoy desaparecidas, de San Juan y la Virgen, formando un Calvario. Esto se encuentra enmarcado, siguiendo la línea del arco, por arquitos ciegos trilobulados. La propia rosca del arco está decorada con filacterias y decoración vegetal de forma alternada.
En el lado derecho se sitúa un vano ciego y rematado por un arco de medio punto y rematado por baquetones que se entrecruzan horizontal y verticalmente. Los motivos del conjunto se vinculan con un estilo goticista de influencia toledana, con un claro cambio hacia uno motivos más humanistas, por la estilización de la ornamentación y la tendencia al preciosismo en su decoración.
La propia configuración de la portada atiende a un programa iconográfico relacionado con la advocación del Hospital y su relación con el vecino convento franciscano de San Pedro el Real. El Cristo (muerto) se encuentra crucificado sobre una cruz arbórea policromada en verde, relacionada con las ideas franciscanas de la cruz como árbol de la vida y la regeneración. La decoración vegetal de la rosca del arco representan unas hojas de parra con pequeños racimos de uvas, relacionado también con los emblemas franciscanos que lo consideran como la sangre que brota de las llagas de Cristo como vino eucarístico. El otro elemento son las filacterias que se alternan con la decoración vegetal, se podrían relacionar con la función hospitalaria del centro, como si fueran telas para vendajes.

### Segunda fase: 1562
En la segunda fase se edificó el pórtico como parte de unificación del conjunto, ya que esta intervención corresponde a la ampliación de las enfermerías. Con este pórtico la fachada queda retranqueada. Este pórtico está compuesto por un doble arco de medio punto ligeramente peraltado que descansan en su unión sobre una columna. Los arcos se encuentran enmarcados por una doble moldura a modo de rosca y cerrados por un alfiz rehundido. En las enjutas que forman el alfiz, se encuentran cuatro cartelas con escudos que se repiten idénticamente en las enjutas siguiendo el mismo esquema a izquierda y derecha.
Estos escudos aluden al vecino convento al adoptar el escudo de las cinco llagas sangrantes de San Francisco. Este escudo se repite en las pinturas de la escalera realizadas también en 1562. El otro escudo se compone de tres en números romanos en caracteres góticos que en la parte superior se encuentra coronado y en la parte inferior aparece un cordón franciscano con tres nudos. Estos nudos se pueden relacionar con los tres votos franciscanos: obediencia, castidad y pobreza; la corona haría alusión a la fundación Real del Hospital, mientras que los caracteres góticos no se tiene clara su relación.
Este pórtico se encuentra ya imbuido en el lenguaje clasicista de mediados del siglo XVI, aunque con elementos retardatarios. La columna central presenta un capitel de estilo renacentista y una basa con plinto, recordando los estilos clásicos.

### Autoría
La autoría de la fachada no es conocida. Pero, siguiendo los datos encontrados más las posibles reminiscencias con otras portadas de la misma época en la ciudad, podríamos decir que la fachada se trabajó por el taller de Gonzalo Rodríguez, maestro de cantería y yerno del fundador y hermano mayor de la Hermandad. Si esto es así, tras su muerte, tomaría el relevo su hijo, Hernán Ruiz el Viejo. Si analizamos esta fachada con otras que sí conocemos que son del taller de Gonzalo Rodríguez y de Hernán Ruiz, vemos algunos elementos que nos remiten a la portada. Ejemplo de ello son la fachada de la parroquia de San Andrés, la fachada de la iglesia del antiguo Hospital de San Sebastián o la de Santa Marta.

### Intervenciones
La fachada actual ha pasado por varias modificaciones debido a la compra de las casas colindantes. Una de las primeras modificaciones es la de la compra, en la segunda mitad de siglo XVIII, de una de las parcelas colindantes, con lo que se dispuso de una nueva entrada que diferenciarse el acceso al Hospital con el acceso de los miembros de la Hermandad. Con Carlos III se dispuso su escudo real en el vano derecho de la antigua fachada de la iglesia. Junto a esto, en el siglo XIX, se tapió la fachada de la antigua iglesia, posiblemente para evitar insalubridades.
Con el interés de Enrique Romero de Torres, habilitó una estrategia de mejora de sus dependencias y comenzaría con la recuperación del estado original de esta portada. En primer lugar, tuvo que despertar el interés de la Diputación para que se hiciese cargo de este proceso. Así, en la primera mitad de 1917, se llevaron a cabo las labores de picado de muros y desescombro para su recuperación. Se encontraron con elementos que desfiguraban la primera imagen de la portada, como sillares en mal estado, añadidos que dificultaban la arquitectura, entre otra pérdidas. Por la falta de dinero no se llevaron a cabo las obras hasta el año siguiente, pero, ante la urgencia, dispusieron una verja para su seguridad. 
Ahora, la intención de Enrique Romero de Torres era la de dignificar más la zona de acceso al museo, ampliando la fachada a partir del pórtico hacia la derecha por adquisición de la casa contigua. Mientras se llevaba a cabo todo lo relevante a esta compra y adquisición de la casa, el arquitecto Velázquez Bosco, había que restaurar el pórtico y colocarle una nueva verja. Esta se colocó, finalmente, en 1923, siendo la que vemos en la actualidad.
Con la muerte de Velázquez Bosco tomó el mando su discípulo Francisco Javier de Luque López, quien se encargaría de la ampliación de la fachada exterior para dotar de un nuevo aspecto monumental. Pronto el Ministerio adquirió la casa número 3 de la plaza del Potro para este fin, en 1925. Luque proyectó una nueva fachada historicista inspirada en motivos de la arquitectura renacentista cordobesa.

### Restauración de la portada de la antigua iglesia
En el año 2010 y según el proyecto elaborado por Manuel Pedregosa, arquitecto, se llevó a cabo la restauración de la portada y pórtico de entrada a la antigua iglesia del Hospital. Esta presentaba daños acaecidos por el paso del tiempo, la humedad al haber sido tapiado y por la calidad del material, junto a los daños estructurales que supuso la implantación de la verja de Velázquez Bosco. Con esto, el proyecto de reparación tuvo como objetivos la consolidación estructural del conjunto, la restauración de elementos y fábricas de piedra y la articulación adecuada de la reja en su relación con el atrio.
Los trabajos realizados incluyen el saneado del tejadillo y su reconstrucción, el refuerzo de la bóveda que cubre el atrio por su cara superior, la estabilización de la cornisa de piedra, el cosido y rejuntado de los muros laterales y de la hoja anterior y la reparación de los elementos singulares: columna, capitel, cimacio y canes de imposta, que se ejecuta “in situ” debido a la inestabilidad que presentaba el fuste, laminado en dos (desde el capitel a la basa) como consecuencia del desplazamiento de la fachada hacia la plaza. En cuanto al conjunto escultórico, en el friso sobre la puerta de acceso, sufrió la pérdida de dos de sus esculturas (las correspondientes a la Virgen y a San Juan, conformando un Calvario), así como el color aplicado sobre la piedra. Gracias a la limpieza del conjunto se identificaron los colores originales y pudieron ser restituidos en su reparación. Se procuró que la apariencia final fuese visible el paso del tiempo en la portada, sustituyendo exclusivamente piezas seriamente dañadas, manteniendo las que presentaban un digno envejecimiento y restituyendo volúmenes y texturas que son fácilmente identificables como nuevas, pero armonizándolas con las preexistentes.

## Caja de la escalera
La escalera que contemplamos hoy es de fábrica posterior, habiendo sido la primera del siglo XVI, gracias a la ampliación de 1562. Según el testimonio que nos queda en los muros, la primera escalera pudo haber sido de estilo imperial. Además de esto, encontramos con la decoración original en los muros, habiendo también dos etapas bien diferenciadas: una en grisalla y otra en sepia.
La última de estas corresponde a un conjunto formado con el vano, sobre el que se sitúa, y la ventana. Según Ramírez de Arellano, en la ventana se visualizaría la imagen de la Virgen de la Consolación, situada en una esquina de la calle Armas. Esto, junto con el Cristo Crucificado y un San Juan, conformaría un Calvario muy visual y llamativo.
En cuanto a la primera pintura mural que se representa aquí, fechada en 1562, se representa un Calvario en la pared frontal y, en los laterales, un San Jerónimo en el desierto y un San Francisco, a izquierda y derecha respectivamente. La decoración arquitectónica que acompaña a la composición se encuentra dentro de un lenguaje más clásico, a tenor de las influencias que están viniendo a Córdoba, siendo este un buen ejemplo ilustrativo de esto.